# Bárbara Lamadrid
Bárbara Lamadrid, nombre artístico de Bárbara Hervella Cano, (Sevilla, 4 de diciembre de 1812-Madrid, 21 de abril de 1893) fue una actriz teatral española, una de las más importantes del teatro romántico, junto a su hermana menor Teodora y a Matilde Díez.

## Biografía
Lamadrid, nacida en 1812, inició muy joven su carrera dramática en los teatros de su Andalucía natal. En 1832 se trasladó a Madrid, contratada por el empresario Juan Grimaldi para actuar en el Teatro del Príncipe y en el Teatro de la Cruz. Debutó ante la Corte de Fernando VII el 18 de mayo de 1832, interpretando el papel protagonista de La huérfana de Bruselas, un melodrama prerromántico de Victor Ducange, traducido y adaptado unos años antes por el propio Grimaldi. A partir de ese momento se convirtió en protagonista de grandes estrenos del primer teatro romántico, como El trovador, de García Gutiérrez, que interpretó por primera vez el 1 de marzo de 1836, o Los amantes de Teruel (19 de enero de 1837) y Doña Mencía (9 de noviembre de 1838), de Juan Eugenio de Hartzenbusch; contribuyendo de modo notable al éxito que obtuvieron estas obras y entrando a formar parte del elenco de los actores más conocidos y queridos de la época.
En 1841, ingresó como primera actriz en la compañía dramática del teatro de la Cruz, del que se había hecho cargo el empresario Juan Lombía, haciendo pareja escénica con el gran actor Carlos Latorre. Como Lombía había contratado como autor en exclusiva a Zorrilla, Lamadrid estrenó un sinfín de obras del vallisoletano, quien en sus memorias le atribuye buena parte de su éxito, recordando la “limpia y armoniosa dicción” de la actriz y calificándola, en lo personal, de “mujer honestísima e intachable”. Entre las obras de Zorrilla estrenadas por Lamadrid se cuentan Sancho García y, sobre todo, Don Juan Tenorio, cuyo estreno el 28 de marzo de 1844 obtuvo un éxito solo moderado, que en parte podría atribuirse a la inadecuación física de la actriz al personaje de D.ª Inés,  puesto que casi doblaba los “diecisiete abriles” de la novicia, tratándose además de una mujer corpulenta y de rasgos fuertes y no especialmente agraciados.
Lamadrid fue también actriz preferida de Gertrudis Gómez de Avellaneda, de quien estrenó Alfonso Munio (13 de junio de 1844), El Príncipe de Viana (7 de octubre de 1844) y Saúl (29 de octubre de 1846). En El Príncipe de Viana obtuvo un gran éxito en una escena de gran dramatismo junto a Matilde Díez, escrita expresamente por la autora para confrontar a las dos grandes actrices.
Al igual que su hermana Teodora, Bárbara Lamadrid no se limitó al terreno de la interpretación dramática, sino que también se introdujo en el del canto y así interpretó en diciembre de 1842 la zarzuela en un acto La campanilla del boticario, adaptación de la ópera bufa Il campanello de notte de Gaetano Donizetti.
Lamadrid se casó con el actor, cantante y empresario de zarzuela Francisco Lleroa y Salas, conocido como Francisco Salas, que invirtió sin éxito en sus propias iniciativas los ahorros que su esposa había ganado sobre las tablas, como los 40.000 reales que aportó a la fundación de la "Sociedad Artística", que impulsó el renacimiento de la zarzuela en España.
En 1849, Lamadrid pasó a formar parte de la compañía fundacional del Teatro Español, pero su tiempo ya parecía haber pasado y, creyéndose desdeñada por el público, que volvía su gusto hacia las comedias de costumbres de argumento contemporáneo, fue retirándose poco a poco de la escena. Tras años de olvido y habiendo quedado paralítica y ciega a consecuencia de un ataque, Bárbara Lamadrid murió en Madrid el 21 de abril de 1893 y sus restos yacen en el Cementerio Sacramental de Santa María.